# Juan Luis Amigo Ferreiro
Juan Luis Amigo Ferreiro (Santiago de Compostela, España, 8 de diciembre de 1969) es un futbolista español que se desempeña como delantero en el Cultural Maniños. 

## Clubes
| Club                         | País   | Año       |
| ---------------------------- | ------ | --------- |
| S. D. Compostela             | España | 1990-1992 |
| R. C. Deportivo de La Coruña | España | 1992-1994 |
| Real Betis Balompié          | España | 1993-1994 |
| Racing de Ferrol             | España | 1994-1996 |
| C. P. Mérida                 | España | 1996-1997 |
| Levante U. D.                | España | 1997-1998 |
| C. D. Toledo                 | España | 1998-2000 |
| S. D. Compostela             | España | 2000-2003 |
| Racing Club de Ferrol        | España | 2003-2006 |
| Narón Balompé Piñeiros       | España | 2006-2014 |
| Sigüeiro F.C.                | España | 2014-2021 |
| Cultural Maniños SD          | España | 2022-2023 |

## Palmarés
- Segunda División B de España: 1994/95
- Segunda División de España: 1996/97